# 李忠 (数学家)
李忠（1936年8月—2021年12月16日），男，河北河间人，中国数学家，主要研究复分析。

## 生平
1960年毕业于北京大学数学力学系，随即留校任教。1979年至1981年间，在瑞士苏黎世大学数学研究所访学。1980年升为副教授。1985年评为教授、博士生导师。1987年至1991年担任北京大学数学系主任。
2021年12月16日，因病逝世于北京市。